# CF Palencia
Club de Fútbol Palencia byl španělský fotbalový klub sídlící ve městě Palencia. Klub byl založen v roce 1975, zanikl v roce 2012.

## Sezóny
CD Cristo Olímpico (1975-1988)
| Sezóna  | Úroveň | Liga     | Umístění  | Copa del Rey |
| ------- | ------ | -------- | --------- | ------------ |
| 1975–80 | 5      | Regional | —         |              |
| 1980/81 | 4      | 3ª       | 19. místo |              |
| 1981/82 | 5      | Regional | 1. místo  |              |
| 1982/83 | 4      | 3ª       | 7. místo  |              |
| 1983/84 | 4      | 3ª       | 11. místo |              |
| 1984/85 | 4      | 3ª       | 11. místo |              |
| 1985/86 | 4      | 3ª       | 8. místo  |              |
| 1986/87 | 4      | 3ª       | 6. místo  |              |
| 1987/88 | 4      | 3ª       | 5. místo  |              |

CF Palencia Cristo Olímpico (1988-1999)
| Sezóna  | Úroveň | Liga | Umístění  | Copa del Rey |
| ------- | ------ | ---- | --------- | ------------ |
| 1988/89 | 4      | 3ª   | 3. místo  |              |
| 1989/90 | 4      | 3ª   | 1. místo  |              |
| 1990/91 | 3      | 2ªB  | 6. místo  |              |
| 1991/92 | 3      | 2ªB  | 12. místo |              |
| 1992/93 | 3      | 2ªB  | 4. místo  |              |
| 1993/94 | 3      | 2ªB  | 15. místo |              |
| 1994/95 | 3      | 2ªB  | 9. místo  |              |
| 1995/96 | 3      | 2ªB  | 19. místo |              |
| 1996/97 | 4      | 3ª   | 2. místo  |              |
| 1997/98 | 4      | 3ª   | 1. místo  |              |
| 1998/99 | 4      | 3ª   | 6. místo  |              |

CF Palencia (1999-2012)
| Sezóna  | Úroveň | Liga | Umístění              | Copa del Rey |
| ------- | ------ | ---- | --------------------- | ------------ |
| 1999/00 | 4      | 3ª   | 7. místo              |              |
| 2000/01 | 4      | 3ª   | 1. místo              |              |
| 2001/02 | 4      | 3ª   | 4. místo              |              |
| 2002/03 | 4      | 3ª   | 1. místo              |              |
| 2003/04 | 3      | 2ªB  | 12. místo             |              |
| 2004/05 | 3      | 2ªB  | 13. místo             |              |
| 2005/06 | 3      | 2ªB  | 12. místo             |              |
| 2006/07 | 3      | 2ªB  | 3. místo              |              |
| 2007/08 | 3      | 2ªB  | 19. místo             |              |
| 2008/09 | 4      | 3ª   | 1. místo              |              |
| 2009/10 | 3      | 2ªB  | 3. místo              |              |
| 2010/11 | 3      | 2ªB  | 5. místo              | 1. kolo      |
| 2011/12 | 3      | 2ªB  | 16. místo             |              |
| 2012/13 | 4      | 3ª   | Odstoupení ze soutěže |              |